# 塑性加工
塑性加工（そせいかこう、Plastic working または Deformation processing）とは、物質の塑性を利用し、材料に大きな力を加えて変形させることによって、目的とする形状に加工することである。一般に他の加工方法より加工時間が短く、材料のロスが少なくエネルギー原単位が比較的少なく、巨大なものにも適応可能であることから工業製品の生産等に広く用いられる。並びうる素形材造形技術として、切削加工、研削研磨加工、鋳造加工、粉末加工、3Dプリンター、レーザー加工、放電加工に比べ広い範囲に応用されている。

## 塑性加工の種類
- 鍛造加工(Forging)
- 押出し加工(Extrusion)
- 圧延加工(Rolling)-分塊圧延(Blooming)
- 引抜き加工(drawing)-線引き(Wire drawing)
- 転造加工(Form rolling)
- プレス加工(Stamping)
  - せん断加工(Shearing)
  - 曲げ加工(Bending)
  - 深絞り加工(Deep drawing)
- へら絞り
- 高エネルギー高速度加工(液中放電成形、爆発成形、電磁力成形、高速鍛造加工)
- バルジ加工(Hydroforming)
- ぎょう鉄

## 加工温度による分類
加工時の温度が材料の再結晶温度と比べて高いか低いかによって、以下のように分類される。
熱間加工
材料の変形抵抗が小さく加工性が良いが、表面性状や寸法精度は劣る。
温間加工
熱間と冷間の中間の加工法であり、両者の特長をうまく利用している。炭素鋼の場合は350-450℃付近で青熱脆性が現れるので注意が必要。
冷間加工
製品の表面性状や寸法精度が良好であるが、変形抵抗が大きく、また加工硬化が起こるため加工性は劣る。